# Саматовці
45°36′ пн. ш. 18°30′ сх. д. / 45.6° пн. ш. 18.5° сх. д.
Саматовці (хорв. Samatovci) — населений пункт у Хорватії, в Осієцько-Баранській жупанії у складі громади Бизоваць.

## Населення
Населення за даними перепису 2011 року становило 613 осіб.
Динаміка чисельності населення поселення:

## Клімат
Середня річна температура становить 11,06 °C, середня максимальна – 25,66 °C, а середня мінімальна – -6,32 °C. Середня річна кількість опадів – 656 мм.
| Клімат поселення                              | Клімат поселення | Клімат поселення | Клімат поселення | Клімат поселення | Клімат поселення | Клімат поселення | Клімат поселення | Клімат поселення | Клімат поселення | Клімат поселення | Клімат поселення | Клімат поселення | Клімат поселення |
| Показник                                      | Січ.             | Лют.             | Бер.             | Квіт.            | Трав.            | Черв.            | Лип.             | Серп.            | Вер.             | Жовт.            | Лист.            | Груд.            |                  |
| Середній максимум, °C                         | 5,81             | 8,08             | 12,70            | 17,30            | 22,59            | 25,66            | 25,24            | 24,91            | 20,81            | 15,39            | 9,35             | 5,44             |                  |
| Середня температура, °C                       | −0,29            | 2,00             | 6,60             | 11,20            | 16,50            | 19,60            | 21,20            | 20,90            | 16,80            | 11,38            | 5,30             | 1,40             |                  |
| Середній мінімум, °C                          | −6,32            | −4,1             | 0,53             | 5,12             | 10,42            | 13,50            | 17,20            | 16,89            | 12,78            | 7,34             | 1,30             | −2,6             |                  |
| Норма опадів, мм                              | 42               | 37               | 39               | 50               | 61               | 82               | 63               | 61               | 51               | 57               | 63               | 50               |                  |
| Середньомісячна швидкість вітру, м/с          | 2.34             | 2.60             | 2.89             | 2.80             | 2.44             | 2.24             | 2.20             | 2.00             | 2.00             | 2.15             | 2.30             | 2.40             |                  |
| Середньомісячна сонячна радіація, кДж/м²·день | 4221             | 6918             | 10912            | 15473            | 19317            | 21527            | 22081            | 20339            | 14902            | 9302             | 4720             | 3492             |                  |
| --------------------------------------------- | ---------------- | ---------------- | ---------------- | ---------------- | ---------------- | ---------------- | ---------------- | ---------------- | ---------------- | ---------------- | ---------------- | ---------------- | ---------------- |
| Джерело:                                      |                  |                  |                  |                  |                  |                  |                  |                  |                  |                  |                  |                  |                  |